# رينان تيكسيرا
رينان تيكسيرا (بالإنجليزية: Renan Teixeira)‏ مواليد 29 مارس 1985 في البرازيل، هو لاعب كرة قدم برازيلي. يلعب كلاعب وسط.

## المسيرة الاحترافية

### أندية لعب لها
- نادي يوفينتود
- نادي كروزيرو
- نادي الاتحاد السعودي
- نادي أتلتيكو مينيرو
- نادي غواراني
- نادي اتلتيكو بارانيس
- نادي سبورت ريسيفه

## روابط خارجية
- رينان تيكسيرا على موقع قاعدة بيانات كرة القدم.إي يو (الإنجليزية)
- رينان تيكسيرا على موقع Soccerway.com (الإنجليزية)